# Bazas
Bazas é uma comuna francesa na região administrativa da Nova Aquitânia, no departamento da Gironda. Estende-se por uma área de 37,43 km². Em 2010 a comuna tinha 5 054 habitantes (densidade: 135 hab./km²).
Era conhecida como Vasática (em latim: Vasatica), Vesática (em latim: Vesatica), Vasato (em latim: Vasatum), Basato (em latim: Basatum) e Vasatis durante o período romano.